# Quinkana
Quinkana ist eine ausgestorbene Gattung möglicherweise landlebender Krokodile aus der Gruppe der Mekosuchinae. Die Gattung lässt sich mit mehreren Arten vom späten Oligozän bis ins späte Pleistozän Australiens nachweisen.

## Etymologie und Forschungsgeschichte
Der Gattungsname Quinkana leitet sich von „Quinkan“ ab. Der Begriff stammt wahrscheinlich aus der Sprache der Gugu-Yalanji und bezeichnet ein Geistwesen aus der Mythologie der Aborigines. „Quinkans“ wurden in zumindest einem Fall von der Kap-York-Halbinsel in Felsmalereien in Zusammenhang mit Krokodilen dargestellt.
Bereits in den 1960er- und 1970er-Jahren waren Überreste von ziphodonten Krokodilen aus dem Pliozän und Pleistozän von Neuguinea und Australien bekannt geworden. Die Funde waren insofern von Bedeutung, da ziphodonte Krokodile andernorts spätestens mit Ende des Miozäns ausgestorben waren.
Die Erstbeschreibung der Gattung und ihrer Typusart Quinkana fortirostrum erfolgte 1981 durch den australischen Paläontologen Ralph Molnar. Der Artzusatz „fortirostrum“ (nach Latein „fortis“: „kräftig“, „stark“ und „rostrum“: „Schnabel“, hier verwendet im Sinne von „Schnauze“) bezieht sich auf die relativ breite und hohe Schnauze des Holotypus aus dem Pleistozän von Queensland.
1994 wurde von Dirk Megirian eine zweite Art der Gattung, Quinkana timara, aus dem Miozän des Northern Territory beschrieben. Der Artzusatz „timara“ ist ebenfalls der Mythologie der Gugu-Yalanji entlehnt. Der Name „Timara“ bezeichnet in ihrer Sprache einen „schlanken Quinkan“. Mit Quinkana babarra aus dem Pliozän von Queensland folgte 1996 die dritte Art. Als Artzusatz wurde von den Erstbeschreibern wiederum ein Wort aus der Sprache der Gugu-Yalanji gewählt. Der Begriff „babarr“ lässt sich als „ältere Schwester“ übersetzen und bezieht sich auf das höhere Alter der Spezies im Vergleich zu Quinkana fortirostrum. Beide Arten erforderten jeweils eine Revision der Gattungsdiagnose.
Die 1997 erstbeschriebene vierte Art, Quinkana meboldi aus dem Oberen Oligozän von Queensland, fügte sich hingegen ohne weitere Anpassung in die Gattungsdiagnose von 1996. Diesmal wurde die neue Art jedoch nach dem Radioastronomen Ulrich Mebold benannt.

## Merkmale

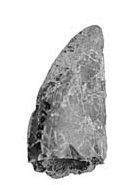
Isolierte Zahnkrone von Quinkana sp.

Quinkana ist eine Gattung mekosuchiner Krokodile mit mäßig hoher Schnauze und klingenartigen, ziphodonten Zähnen. Die Alveolen sind langgestreckt und mit ihrer Längsachse entlang der Zahnreihe oder leicht schräg dazu ausgerichtet. Die Alveolen der Maxilla sind alle annähernd gleich groß. Der deutlich ausgeprägte Alveolarfortsatz der Maxilla weist medial Gruben zur Aufnahme der Zahnspitzen des Unterkiefers auf.
Die Schnauze weist im Bereich unmittelbar vor den Augenhöhlen einen annähernd trapezförmigen Umriss auf. Die Sutur zwischen Maxilla und Prämaxilla ist im Gaumenbereich u-förmig und nach hinten gerichtet konvex. Die Festonierung der Kieferränder ist nur schwach ausgeprägt. Ein nach vorne gerichteter Fortsatz des Gaumenbeins ist nur sehr kurz oder fehlt ganz.

### Arten

#### Quinkana fortirostrumMolnar, 1981 (Pleistozän; Typusart)
Zusätzlich zu den gattungstypischen Merkmalen zeichnet sich Q. fortirostrum durch einen vor bis angrenzend über dem Rand der Gaumenfenster liegenden Augenhöhlenrand und drei Knochenhöcker an Tränenbein und Os praefrontale dorsal zum vorderen Rand der Augenhöhlen aus. Die vorderen Ränder der Gaumenfenster reichen bis zum siebten Zahn der Maxilla. Die Schneidekanten der Zähne sind stets gezähnt. Für Q. fortirostrum wird meist eine Länge von 3 m bei einer Körpermasse von 200 kg angegeben. Es scheint jedoch unklar zu sein, wie diese Maße ermittelt wurden und zumindest die Angaben zur Körpermasse werden von einigen Autoren als unrealistisch hoch angesehen.

#### Quinkana babarraWillis&Mackness, 1996 (Pliozän)
Quinkana babarra unterscheidet sich von Q. fortirostrum und Q. timara durch seine kürzere und breitere Schnauze und eine schwach angedeutete Festonierung, die sich bei den beiden anderen Arten überhaupt nicht zeigt. Die vorderen Ränder der Gaumenfenster reichen bis zum fünften und sechsten Zahn der Maxilla. Die Zähne selbst zeigen sowohl gezähnte als auch glatte Schneidekanten. Der Holotypus von Q. babarra ist etwas kleiner als jene von Q. fortirostrum und Q. timara. Ein Unterkieferfragment vom selben Fundort, das möglicherweise Q. babarra zugeordnet werden kann, deutet allerdings darauf hin, dass die Art eine Länge von bis zu 6–7 m erreichen konnte.

#### Quinkana timaraMegirian, 1994 (Miozän)
Quinkana timara hat im Vergleich zu Q. fortirostrum eine wesentlich schmalere Schnauze. Die vorderen Ränder der Gaumenfenster reichen bis zum achten Zahn der Maxilla. Die Schneidekanten der Zähne sind stets gezähnt.

#### Quinkana meboldiWillis, 1997 (Oberoligozän)
Die Schnauze von Q. meboldi ist schmaler als bei Q. fortirostrum und die Kieferränder zeigen eine schwach angedeutete Festonierung. Die vorderen Ränder der Gaumenfenster reichen bis zum achten Zahn der Maxilla. Die Schneidekanten der Zähne sind stets glatt. Für Q. meboldi wird eine Länge von <1,5 m geschätzt.

## Palökologie
Für Quinkana wird häufig eine terrestrische Lebensweise vermutet. Der Befund wird in der Fachliteratur jedoch kontrovers diskutiert. Molnar hält die Frage in seiner Erstbeschreibung von Gattung und Typusart für nicht entscheidbar, da weder Fossilbelege noch die sedimentologischen Merkmale der Fundstellen eine eindeutige Aussage zulassen. Wie bereits Molnar verweist auch Megirian auf Ähnlichkeiten mit den Gattungen Pristichampsus (= Boverisuchus sensu Brochu, 2013) aus dem Eozän Europas und Sebecus aus dem Eozän Südamerikas. Er führt insbesondere einige Merkmale des Schädelskeletts (ziphodonte Bezahnung; relativ schmale, hochrückige Schnauze; eher seitlich anstatt nach vorne gerichtete Augenhöhlen) als Hinweise für eine terrestrische Lebensweise von Quinkana an.
Vor allem in populärwissenschaftlichen Werken und vereinzelt auch in der nicht paläontologisch ausgerichteten Fachliteratur werden zuweilen auch hufartig umgeformte Krallen und ein im Querschnitt eher rundlicher, statt seitlich abgeflachter Schwanz als Belege für eine terrestrische Lebensweise genannt. Dafür existieren jedoch keine direkten Fossilbelege, da für Quinkana bislang noch keine postcranialen Skelettelemente bekannt sind. Diese Angaben stützen sich  einzig auf den Vergleich mit der Gattung Boverisuchus, für die diese Merkmale beschrieben wurden. Quinkana (Mekosuchinae) und Boverisuchus (Planocraniidae) sind jedoch nicht näher miteinander verwandt und gehören unterschiedlichen Kladen innerhalb der Eusuchia an.
Während einige Autoren eine rein terrestrische Lebensweise für Quinkana stark in Zweifel ziehen, werten andere die Ähnlichkeiten von Schädelform und Bezahnung zwischen Quinkana und den Planocraniidae als Hinweis auf eine konvergente Entwicklung und sehen in Quinkana neben den Planocraniidae eine zweite, unabhängige Rückkehr der Krokodile zu einer terrestrischen Lebensweise.